# استفان پیرسون
استفان پیرسون (به سوئدی: Stefan Persson) (متولد ۴ اکتبر ۱۹۴۷) بازرگان و کارآفرین سوئدی است. بنا به گزارش مجله فوربز، پیرسون ثروتمندترین فرد سوئد در سال ۲۰۱۲ شناخته شده‌است. در ماه مارس ۲۰۱۳، مجله فوربز دارایی خالص وی را معادل ۲۸ میلیارد دلار برآورد کرد.
پیرسون؛ رییس هیئت مدیره و سهامدار اصلی شرکت اچ اند ام است، که توسط پدر او ارلینگ پیرسون، در سال ۱۹۴۷ تأسیس شد. استفان پیرسون در سال ۱۹۸۲ از سوی پدرش، به عنوان مدیر عامل اجرایی شرکت اچ اند ام، منصوب شد. وی تا سال ۱۹۹۸ در این مقام باقی‌ماند و از این سال به بعد نیز، به عنوان رئیس هیئت مدیره این شرکت، فعالیت می‌نماید.
در سال ۲۰۱۲ بلومبرگ در فهرست منتشر شده تحت عنوان میلیاردرهای بلومبرگ، ارزش دارایی‌های پیرسون را ۲۳،۵ میلیارد دلار اعلام کرده و او را در رتبه ۱۷ از ثروتمندترین افراد جهان، قرار داده است. در حالیکه فوربز، در همین سال، ارزش دارایی‌های پیرسون را، معادل ۲۶ میلیارد دلار برآورد کرده و او را در رتبه ۸ از ثروتمندترین افراد جهان، ذکر نموده است. پیرسون همچنین دارای سهام قابل‌توجهی، در شرکت سوئدی هگزاگون می‌باشد. وی به عنوان حامی مالی و اسپانسر اصلی باشگاه فوتبال دیورگاردن سوئد نیز، محسوب می‌شود.